# Fertilitet
Fertilitet är förmågan hos organismer att fortplanta sig, vilket dock inte skall förväxlas med fruktsamhet.

## Människor
Kvinnans fertila ålder inleds oftast mellan 13 och 18 år och varar ungefär till 50-årsåldern. Mannen är fertil hela livet från puberteten till ålderdomen. För både män och kvinnor avtar fertiliteten vid högre ålder. Infertilitet är termen som brukar användas för ofrivillig barnlöshet.
I demografiska sammanhang används nativitet i betydelsen "realiserad fruktsamhet", det vill säga hur många barn som faktiskt föds. Förmågan att helt enkelt kunna alstra barn kallas fekunditet. Motsatsen till fertilitet är sterilitet.

## Växter
Fertila skott har förmåga att bilda blommor, medan sterila skott inte bildar blommor. Fertila blommor har könsorgan, medan sterila blommor saknar sådana eller har ombildade rester.
Växter kan vara självfertila, det vill säga att de kan befrukta sig själva. Man känner dessutom till en art av ryggradsdjur som kan vara självfertil, nämligen den äggläggande tandkarpen Kryptolebias marmoratus. Hos dessa produceras ägg och spermier genom meios och äggen befruktas när de kommer i kontakt med spermier inuti fiskens kropp. Detta ska jämföras med flertalet andra romläggande fiskar, där rommen genomgår yttre befruktning i samband med fiskarnas lek. De allra flesta individerna av denna art är hermafroditer, men det förekommer även hannar. Detta ökar populationernas genetiska mångfald och minskar risken för negativa effekter av inavel, till exempel i samband med att antalet parasiter som lever av fiskarna ökar.